# Françoise Bois Poteur
Françoise Bois Poteur, née le 18 mars 1949, est une musicienne, chercheuse et directrice française du Centre d’Études et de Diffusion du Patrimoine Immatériel.

## Formation
Françoise Bois Poteur reçoit une formation en musique classique : étude du piano dès l'âge de 5 ans puis de la flûte à bec au conservatoire de musique d'Aix-en-Provence. Passionnée d’éthnologie et d’archéologie, elle suit des études universitaires en Histoire et Histoire de l'Art à Aix-en-Provence.
Elle est à la fois attirée par toutes « musiques anciennes » et « musiques populaires traditionnelles ».
L’École Nationale de Musique de Châteauroux, grâce à son fondateur János Komives, s’était spécialisée dans l’enseignement de tous les styles de musique en rapport avec la vielle à roue dès 1977. À sa sortie de cette école, en 1986, avec un diplôme de fin d’études puis une Médaille d'or de vielle à roue (1987), Françoise Bois Poteur souhaite se spécialiser dans l’étude des musiques traditionnelles populaires du XIXe siècle.
Elle apprend, lors de ses études historiques à dépouiller des textes anciens (historiques et musicologiques). François Lesure, son directeur de recherche à l'école pratique des hautes études, l’incite à travailler directement sur « l’ethnomusicologie historique » des XVIIe et XVIIIe siècles pour bien cerner ce qu’il en restait au XIXe siècle dans le milieu populaire des diverses régions françaises.

## Recherche appliquée, expertise
Le corpus musical de l’instrument étudié, la vielle à roue, comporte essentiellement sous l’Ancien Régime, des chants, des danses et quelques instrumentaux.
L’étude de ces chants amène Françoise Bois Poteur à rencontrer Georges Delarue qui lui confie l’important dépouillement qu’il avait réuni lors de son étude sur les chants populaires, à la suite du travail accompli par Patrice Coirault.
Pour l’étude des danses, elle se rapproche de Jean-Michel Guilcher qui lui-même, en tant que choréologue, l’incite à procéder de la même manière que lui : elle fera donc de l’ethnomusicologie historique et ses travaux sur le corpus de la vielle viendront rejoindre, pour les danses de cour, ceux de Francine Lancelot et de Jean-Michel Guilcher, principalement en ce qui concerne les contredanses.
Sa collaboration avec le centre de musique baroque de Versailles comme chercheuse-associée durant une douzaine d’années lui permettra d’approfondir ses études par de la « recherche appliquée » en créant des spectacles historiques à la tête de son ensemble Les Enfans de Cythère. 
Lors d’une recréation historique en 1995 elle fait appel à la compagnie de danses de salons Révérences dirigée par Yvonne Vart,, qui, elle aussi est remontée au XVIIIe siècle pour comprendre l’origine des danses de salons du XIXe siècle.
Françoise Bois Poteur était alors considérée par ce centre comme la spécialiste des musiques populaires de l’époque baroque.
En 2022, Françoise Bois Poteur entame un recensement et une étude organologique des vielles conservées de nos jours dans les musées des Alpes et de Provence. Un ouvrage papier a été publié en juillet 2024 et un vidéogramme est en cours de réalisation.
Nommé Directeur Musical par la cinémathèque française pour la restauration du film muet Napoléon d'Abel Gance, le compositeur Simon Cloquet-Lafollye a demandé, en 2023, l'aide de Françoise Bois Poteur comme musicologue et interprète pour le choix et l'interprétation de deux mélodies qu'un joueur de vielle devait faire entendre dans ce film en 1927.

## Conférences et spectacles
- 1997 : spectacle au Château de Versailles dans le cadre des « Grandes Eaux Nocturnes »[9]

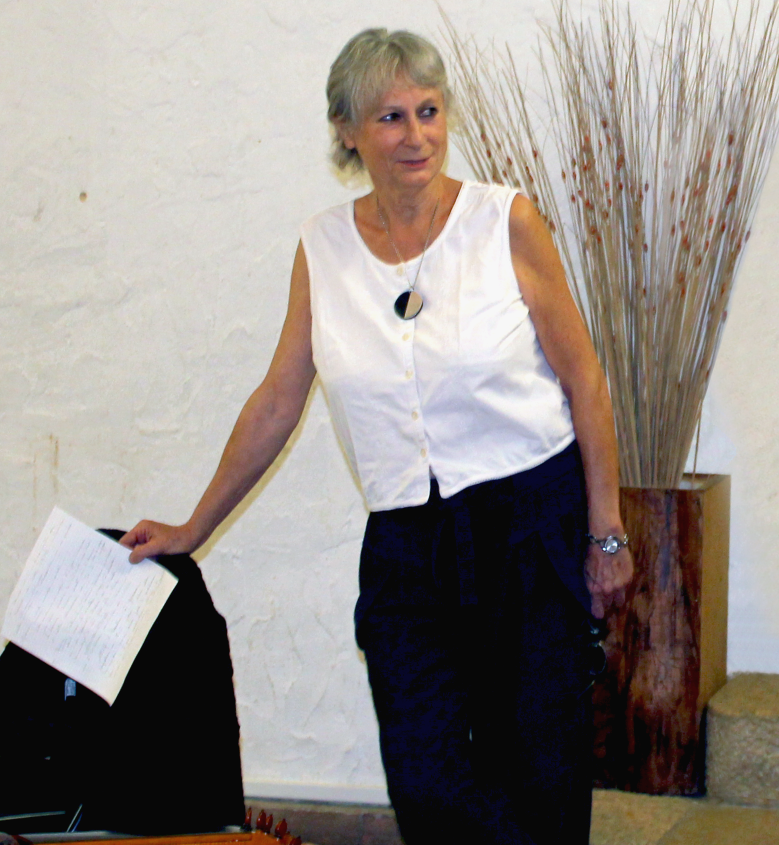
Françoise Bois Poteur donnant l'une de ses conférences

- Françoise Bois Poteur donnant l'une de ses conférences1998 : conférence dans le cadre du festival « Telemann et la France » au Telemann Centrum de Magdebourg[10],[11]
- 2000 : « Les Petites Folies », badineries dans un salon français au XVIIIe siècle. Création au Château de Talcy puis une autre représentation au Château de Blois [12]
- 2002 : rencontres musicales à La Havane, « Musique métissée franco-afro-cubaine » avec le groupe fransesca fé[13]
- 2002 : 1er festival de Haute-Siagne, « Modes musicales dans l'ancienne et la Nouvelle France (Québec) à l'époque baroque »[14],[15]
- 2006 : « Fantaisie Itinérante », mise en musique du Patrimoine historique et architectural[16]

- 2006 : 5e festival de Haute-Siagne, « Le Banquet du Vœu »[17],[18]
- 2006 : journées du Patrimoine au Château de Versailles : « Divertissement à la campagne au temps de Marie-Antoinette »[19]
- 2007 : 6e festival de Haute-Siagne, « 1781- Antoine Cresp part pour l'Amérique »[20]
- 2008 : Fêtes du Patrimoine à Collioure, « Musique à bord du Nouveau Monde », Périple musical de Nouvelle-France via les Antilles au XVIIIe siècle[21]
- 2009 : 8e Festival de Haute-Siagne, « Belli gens, escoutas »[14]
- 2012 : journées du Patrimoine à la médiathèque Équinoxe de Châteauroux, « Le Berry musical : une tradition renouvelée »[22]
- 2012 : journées du Patrimoine à Perpignan[23]
- 2013 : 12e Festival de Haute Siagne, « Un bal en 1764 à Saint-Cézaire-sur-Siagne »[24],[25],[26]
- 2014 : 13e Festival de Haute-Siagne, « Fanchon la vielleuse et les migrants savoyards », spectacle de contredanses baroques[27],[28],[29],[30]
- 2015 : concert commémoratif pour l'Office du tourisme de Castellane, « Divertissements musicaux durant le siècle des Lumières »[31],[32]
- 2016 : concerts à Saint-Cézaire-sur-Siagne et Saint-Vallier-de-Thiey, « un drame pastoral à l'époque baroque : canten tous, tremoussens nous »[33],[34],[35]
- 2018 : journées du Patrimoine à Grasse, en la cathédrale Notre-Dame-du-Puy à Grasse[36],[37]
- 2018 : conférence aux archives départementales de Draguignan, « Les habitants du Haut-Var durant le XIXe siècle »[38],[39]
- 2018 : création « Giacu, petit colporteur savoyard rentré au pays »[40],[41]
- 2019 : journées du Patrimoine à la Villa Fragonard[42] à Grasse, « Les divertissements dans un salon de Grasse sous le Premier Empire »[43]
- 2020 : journées du Patrimoine virtuelles : « La vie d’un compositeur provençal à Paris aux XVIIe et XVIIIe siècles, Jean-Joseph Mouret »[44]
- 2021 : journées du Patrimoine au Musée d'art et d'histoire de Provence à Grasse, « Festin baroque ou la cuisine en musique »[45],[46],[47],[48]
- 2021 : conférence à la médiathèque Équinoxe de Châteauroux : « Jean-Louis Bourdillon, un collectionneur du XIXe siècle d'origine berrichonne »[49]

## Bases de données
En 1991, participation au développement du logiciel Informus, conçu par Jean Sturm. À l'origine, ce logiciel français de base de données était conçu pour le catalogage des bibliothèques. Puis son concepteur l'a adapté à la musique pour la chorale À Cœur Joie.
Françoise Bois Poteur a demandé à Jean Sturm des modifications pour permettre la recherche de doublons musicaux, ce qui aboutit à la base de données, Cythère, qui permettra de faire le lien entre les airs populaires, les extraits d’opéras et leurs parodies, les œuvres écrites pour instruments à bourdons (vielle et cornemuses) de compositeurs de l’époque baroque, les chants populaires ou des pastiches de chants populaires. Cythère comporte deux fichiers relationnels, l'un pour décrire les notices bibliothécaires basées sur le catalogage du RISM, l'autre pour décrire un à un tous les airs contenus dans chaque ouvrage. C'est à ce stade que la recherche de doublons musicaux devient possible. Cythère a été enrichie par le Centre du Patrimoine Immatériel en Roussillon.
Les données ont ensuite été transférées dans un nouveau logiciel conçu par Riccardo Cohen et nommé Incipit Musicae. Cythère comporte, en 2022, environ 500 ouvrages (tous datant du siècle des Lumières) et plus de 8000 airs différents. Une partie de ces incipits musicaux est en libre accès.
Incipit Musicae est complété par une autre base de données, Anekdota, qui permet de remettre ces musiques, danses et chants dans le contexte historique de l’époque, grâce au logiciel Zotero.

## Auteure
- CD « La vielle à roue baroque », paru aux éditions Pierre Verany en 1988[54],[55],[56]
- Banque de données musicales Cythère[57]
- Livre « La vielle à roue en France, répertoire et mentalité », paru en 1996 aux éditions Auguste Zurfluh, puis réédité en 2012[58],[59]

- Contribution au CD « en compagnie de Samuel Champlain, de Brouage à Québec », paru aux éditions Via Musique en 2006[60]
- Ouvrage d’ethnologie « Histoire de vie en vallée de Haute Siagne », publié en 2009[61]
- Livre « La vielle à roue à l'époque baroque, répertoire et interprétation », publié en 2011[62],[63]
- Livre « Fanchon la vielleuse dans les rues de Paris », publié en 2014[64]
- Livre « Cahiers de musique et airs à la mode », publié en 2017[65]
- Livre « La vielle à roue à Paris et en Berry, Bourbonnais, Alpes et Provence », publié en 2024[66]
- Articles et d’émissions de radio en podcast sur le patrimoine immatériel en Pays de Grasse[67]

Catalogue complet des ouvrages papiers sur le site du CEDPI